# Bischweier
Bischweier ist eine Gemeinde in Baden-Württemberg im Landkreis Rastatt. Zur Gemeinde Bischweier gehören außer dem gleichnamigen Dorf keine weiteren Ortschaften.

## Geographie

### Geographische Lage
Bischweier liegt in der Oberrheinischen Tiefebene, am Eingang des Murgtals rund sieben Kilometer von der Kreisstadt Rastatt und rund 66 km von der Landeshauptstadt Stuttgart entfernt.

### Nachbargemeinden
Die Gemeinde grenzt im Norden an Muggensturm, im Osten an die Stadtteile Oberndorf und Winkel der Stadt Gaggenau und im Süden und Westen an die Stadt Kuppenheim.

### Geschichte
Urkundliche Nachweise für die Entstehung Bischweiers sind nicht bekannt, doch die Namen Bischoviswrile (1288) und Bissweyer (1581) das das Dorf als „Weiler des Bischofs“ wahrscheinlich Gründung oder auch Besitz von Speyer war.
Um das Jahr 1041 war Bischweier im Besitz des Grafen Heinrich von Calw. Dieser trat Bischweier am 6. Juni 1041 an den Grafen Heinrich III. (HRR) ab.
Während der Badischen Revolution im Jahr 1849 war Bischweier Bestandteil der Murglinie und ein wichtiger Brennpunkt der Gefechte zwischen revolutionären Verbänden und Interventionstruppen des Deutschen Bundes.

## Politik

### Verwaltungsverband
Die Gemeinde ist Mitglied des Gemeindeverwaltungsverbands „Nachbarschaftsverband Bischweier-Kuppenheim“ mit Sitz in Kuppenheim.

### Gemeinderat

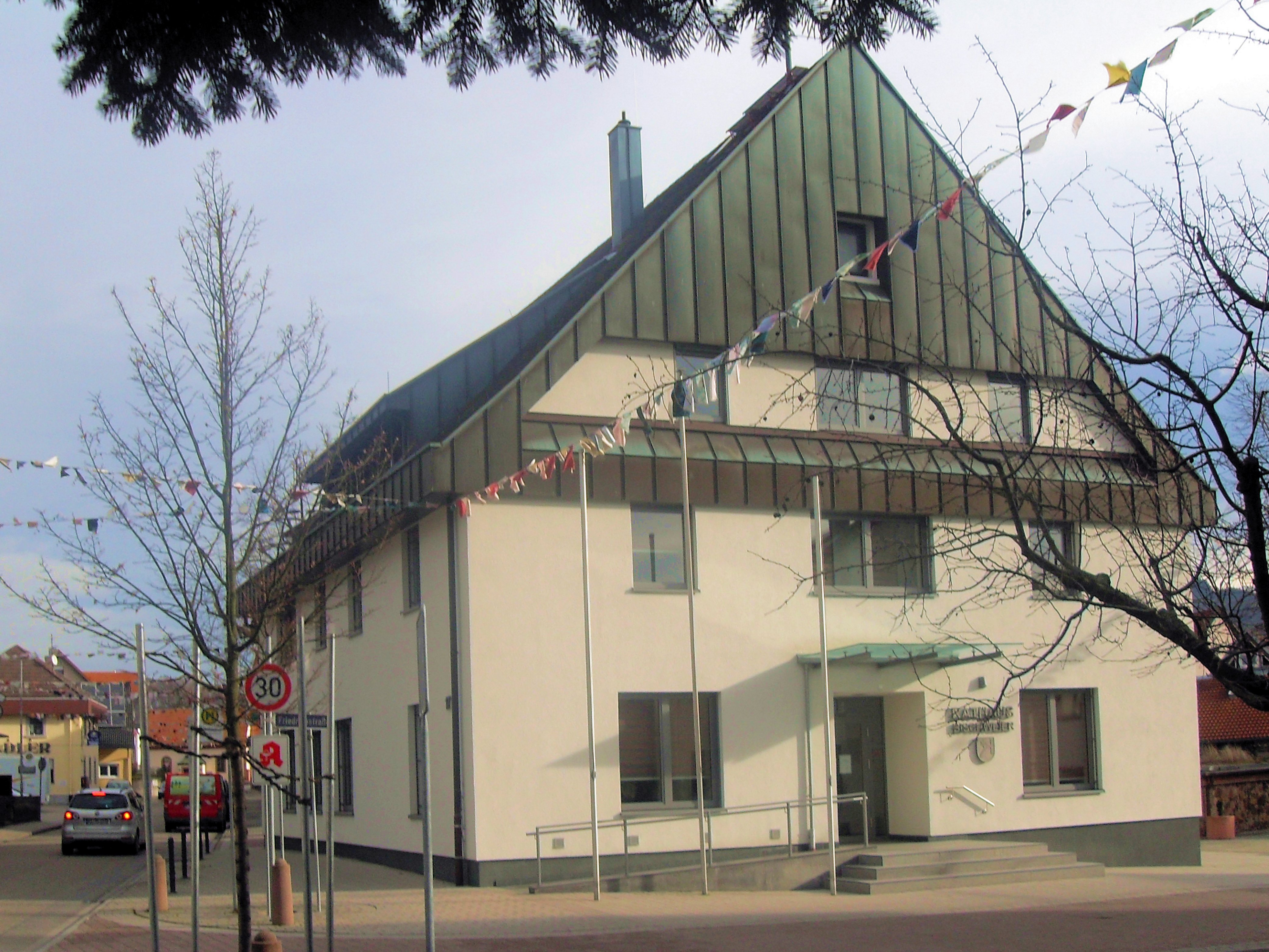
Rathaus Bischweier

Der Gemeinderat in Bischweier hat 12 Mitglieder. Die Kommunalwahl am 9. Juni 2024 führte zu folgendem Endergebnis. Die Wahlbeteiligung lag bei 66,7 %. Der Gemeinderat besteht aus den gewählten ehrenamtlichen Gemeinderäten und dem Bürgermeister als Vorsitzendem. Der Bürgermeister ist im Gemeinderat stimmberechtigt.
| Wahltag     | Wahlbeteiligung | CDU  | SPD  | Sitzverteilung |
| ----------- | --------------- | ---- | ---- | -------------- |
| 24.10. 1999 | 58,8 %          | 47,0 | 53,0 | 6 / 6          |
| 13.06. 2004 | 57,7 %          | 55,2 | 44,8 | 7 / 5          |
| 07.06 2009  | 55,2 %          | 61,3 | 38,7 | 7 / 5          |
| 25.05 2014  | 56,1 %          | 61,7 | 38,3 | 7 / 5          |
| 27.05 2019  | 65,0 %          | 55,1 | 44,9 | 7 / 5          |
| 09.06.2024  | 66,7 %          | 55,5 | 44,5 | 7 / 5          |

### Bürgermeister
Seit 1988 ist Robert Wein der Bürgermeister. Er wurde zuletzt 2020 im Amt bestätigt.

## Kultur und Sehenswürdigkeiten

### Bauwerke
Bischweier verfügt über eine denkmalgeschützte Kapelle. Die neugotische Kirche St. Anna  wurde von 1898 bis 1900 nach Plänen des Erzbischöflichen Baurats Johannes Schroth errichtet.
|  |  |

### Sport
Der Fußballverein VfR Bischweier spielt derzeit (Saison 2018/2019) in der Bezirksliga Baden-Baden.

### Öffentliche Einrichtungen
Die im Jahr 2009 teilerneuerte Sporthalle dient dem Kindergarten-, Schul- und Vereinssport. Vereinzelt finden dort auch kulturelle Veranstaltungen statt. Sie verfügt über rund 1.000 m² bespielbare Hallenfläche.
Eine Katholische öffentliche Bücherei im Gemeindehaus in der Eichelbergstraße steht für alle Einwohner unabhängig von der Konfession zur Verfügung. Der Bestand von 2.700 Medien umfasst Kinderbücher, Romane, Sachbücher, Spiele, CDs und Hörbücher.
Die Markthalle in Bischweier war ursprünglich eine Obsterfassungshalle für die Bischweierer Obstbauern. Seit 1993 wird sie von der Gemeinde als Mehrzweckhalle genutzt. Das Fassungsvermögen der Halle liegt bei über 400 Sitzplätzen. Sie ist mit Bühne und einer Großküche ausgestattet.
Die ehemalige Obsterfassungshalle neben der Markthalle, welche bis zum Sommer 2015 als Unterstellmöglichkeit für Wohnwagen diente, wurde zum Dorfgemeinschaftshaus umgebaut. Im unteren Geschoss befinden sich Räumlichkeiten für Vereine und eine Küche. Im Obergeschoss befindet sich ein etwa 100 m² großer Mehrzweckraum. Das Gebäude wurde am 23. März 2016 feierlich eingeweiht. Es dient während des Umbaus des Kinderhauses Regenbogen als Ausweichquartier für die Krippengruppen.

### Gedichte und Sagen

#### Lied des Dorfbrunnens
Der Brunnen meiner Heimat
rauscht Träume voller Poesie
der Brunnen meiner Heimat
singt mir der Jugend Melodie
Ich höre oft sein frohes Rauschen
und Raunen, wenn die Nacht beginnt
und Pärchen ihre Küsse tauschen
am Brunnenrand im Maienwind
Ich sehe mich als Kind dort spielen
mit Schiffchen die ich selbst gemacht.
ich seh mich meine Stirne kühlen
nach mancher wilden Bubenschlacht
Ich seh das Funkeln goldner Sterne
im dunklen Wasser für und für.
Bin ich auch weit weg in der Ferne,
der Brunnen meiner Heimat ist bei mir.
Karl Jung

## Wirtschaft und Infrastruktur

### Wirtschaft
Bischweier ist Standort kleiner und mittelständischen Betriebe wie der Dambach Lagersysteme GmbH. Des Weiteren befand sich innerhalb des Ortsgebiets ein Werk des Unternehmens Kronospan, welches jedoch 2011 kurz nach einem Werksausbau stillgelegt wurde. Kronospan beschäftigte ehemals zirka 190 Mitarbeiter. Die Produktionsanlagen wurden seit 2019 großteils rückgebaut.

### Verkehr
Die vierspurig ausgebaute Bundesstraße 462 (Rottweil–Rastatt) führt zur vier Kilometer entfernten Anschlussstelle Rastatt-Nord (49) der A 5.
Die Gemeinde hat eine Stadtbahn-Station an der Murgtalbahn (von Rastatt–nach Freudenstadt) und gehört zum Karlsruher Verkehrsverbund (KVV). Sie wird in den Hauptverkehrszeiten alle 30 Minuten bedient, an Wochenenden und Feiertagen fährt sie stündlich.
Bischweier wird werktags von verschiedenen Buslinien an den Haltestellen Bahnhofstraße, Rathaus, Kirche, Mugtalstraße und Winkelberg angefahren.

### Bildung
In Bischweier gibt es eine Grundschule und in deren unmittelbarer Nähe den Kindergarten Regenbogen. Weiterführende Schulen befinden sich in Kuppenheim (Haupt- und Realschule), Gaggenau (Realschule und Gymnasium), Rastatt (Realschule und Gymnasium) und Baden-Baden (Gymnasium).

### Soziale Einrichtungen
Am Dorfplatz befinden sich eine Seniorenwohnanlage sowie ein Wohnheim für Menschen mit Behinderung der Lebenshilfe Kreisvereinigung Rastatt/Murgtal.

## Persönlichkeiten
Der Bildhauer und Keramiker Karl Hermann Föry wurde am 7. August 1879 in Bischweier geboren. Er verstarb 1930 in Bad Nauheim. Im Bischweierer Neubaugebiet Winkelfeld wurde eine Straße nach ihm benannt. Vor dem Haupteingang des Kindergarten Regenbogen befindet sich zudem eine kleine Gedenktafel in Erinnerung an Hermann Föry.